# Kyphosidae
Kyphosidae é uma família de peixes da subordem Percoidei, superfamília Percoidea.

## Géneros
Existem 15 géneros agrupados em 5 subfamílias:
- Subfamília Girellinae:
  - Género Girella (Gray, 1835)
  - Género Graus (Philippi, 1887)
- Subfamília Kyphosinae:
  - Género Hermosilla (Jenkins y Evermann, 1889)
  - Género Kyphosus (Lacepède, 1801)
  - Género Neoscorpis (Smith, 1931)
  - Género Sectator (Jordan y Fesler, 1893)
- Subfamília Microcanthinae:
  - Género Atypichthys (Günther, 1862)
  - Género Microcanthus (Swainson, 1839)
  - Género Neatypus (Waite, 1905)
  - Género Tilodon (Thominot, 1881)
- Subfamília Parascorpidinae:
  - Género Parascorpis (Bleeker, 1875)
- Subfamília Scorpidinae:
  - Género Bathystethus (Gill, 1893)
  - Género Labracoglossa (Peters, 1866)
  - Género Medialuna (Jordan y Fesler, 1893)
  - Género Scorpis (Valenciennes em Cuvier e Valenciennes, 1832)